# Responsabilità di comando

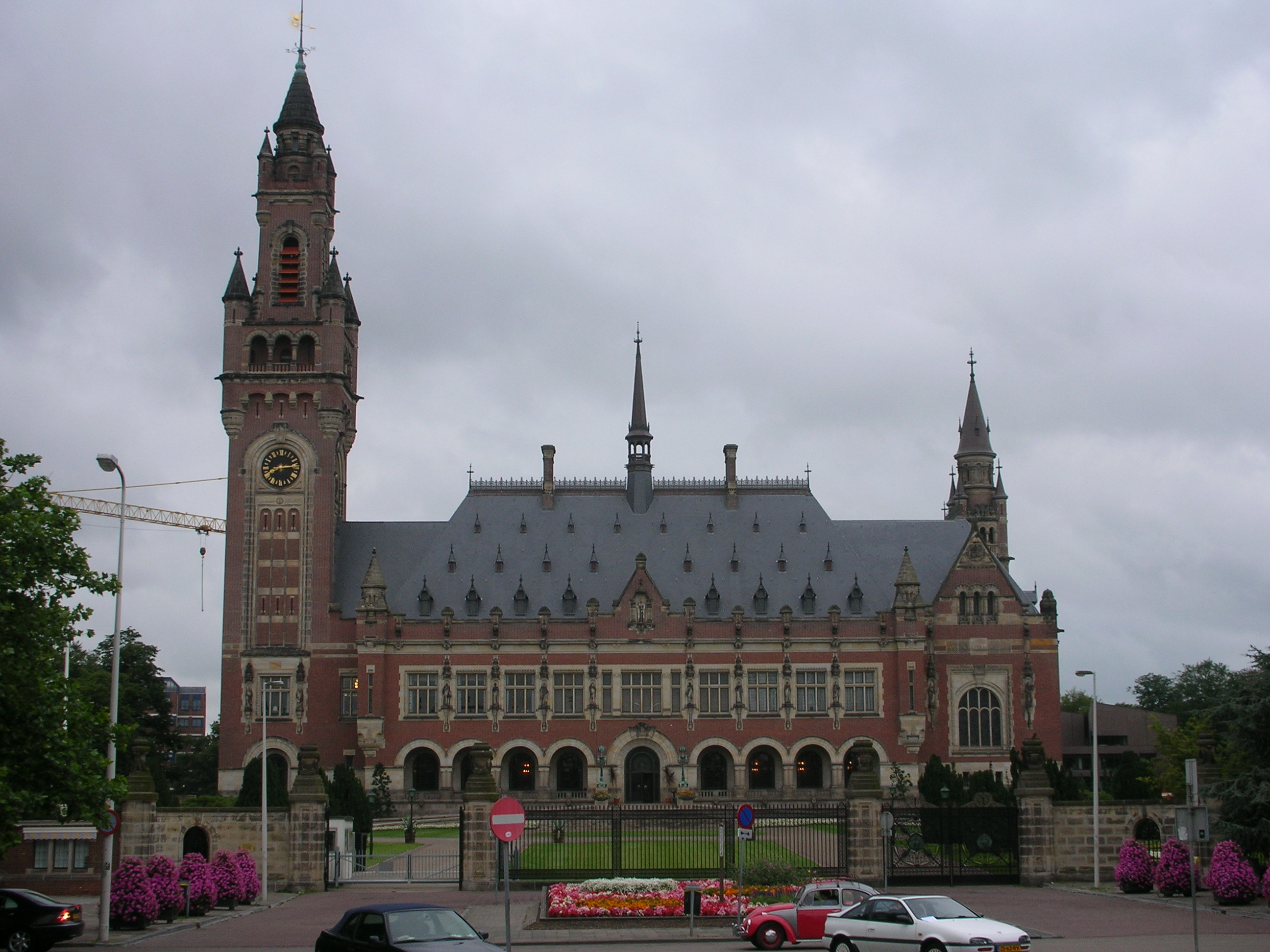
Palazzo della Pace a L'Aia

Responsabilità di comando, qualche volta denominata anche Norma Yamashita o Norma Medina, è una dottrina sulla responsabilità gerarchica nei casi di crimini di guerra.

## Storia
La dottrina della “Responsabilità di comando” fu stabilita nelle Convenzioni dell'Aia IV (1907) e X (1907) e fu applicata per la prima volta dalla Corte Suprema Tedesca a Lipsia dopo la prima guerra mondiale nel processo di Emil Muller.
La "Norma Yamashita" si basa sul precedente costituito dalla Corte Suprema degli Stati Uniti nel caso del Generale Giapponese Tomoyuki Yamashita. Egli fu perseguito, in un processo ancora controverso, per le atrocità commesse dalle truppe sotto il suo comando nelle Filippine. Yamashita fu accusato di "Violazione della legge a seguito della mancanza nell'adempiere al suo dovere di comandante di controllare gli atti dei membri sotto il suo comando, permettendo loro di commettere crimini di guerra."
La "Norma Medina" di basa sul perseguimento del Capitano dell'Esercito US Ernest Medina in relazione al Massacro di My Lai durante la Guerra del Vietnam. Essa ritiene che un ufficiale in comando, essendo a conoscenza di violazioni dei diritti umani o di crimini di guerra è passibile penalmente nel caso in cui non agisca. (Medina fu, tuttavia, prosciolto da tutte le accuse.)

## Diritto internazionale
L'articolo 28 dello Statuto di Roma della Corte penale internazionale prevede che un comandante militare - o persona facente effettivamente funzione di
comandante militare - è penalmente responsabile dei crimini di competenza
della Corte commessi da forze poste sotto il suo effettivo comando o controllo
(o sotto la sua effettiva autorità e controllo, a seconda dei casi), quando non
abbia esercitato un opportuno controllo su queste forze nei seguenti casi:
- sapeva o, date le circostanze, avrebbe dovuto sapere che le forze commettevano o stavano per commettere tali crimini;
- non ha preso tutte le misure necessarie e ragionevoli in suo potere per impedire o reprimere l'esecuzione o per sottoporre la questione alle autorità competenti a fini d'inchiesta e di azioni giudiziarie.

Il superiore gerarchico è penalmente responsabile per i
reati di competenza della Corte - commessi da sottoposti sotto la sua effettiva
autorità o controllo - anche qualora egli non abbia esercitato un opportuno controllo su
tali sottoposti nelle seguenti circostanze:
- essendo a conoscenza, o trascurando deliberatamente di tenere conto di informazioni che indicavano chiaramente che tali subordinati commettevano o stavano per commettere tali crimini;
- i crimini erano inerenti ad attività sotto la sua effettiva autorità e responsabilità;
- non ha preso tutte le misure necessarie e ragionevoli in suo potere per impedirne o reprimerne l'esecuzione o per sottoporre la questione alle autorità competenti ai fini d'inchiesta e di esercizio dell'azione penale.

La giurisprudenza significativa si è consolidata, sul punto, con la sentenza definitiva della Corte penale internazionale nel caso Bosco Ntaganda.